# سقاية نابي خاتون
سقاية نابي خاتون
نابي خاتون بنت عبد الله، هي زوج سليمان باشا الكبير ، والي بغداد في العهد العثماني من سنة 1780- 1802م، ووالدة سعيد باشا والي بغداد من سنة 1813-1816م. شاركت هذه السيدة بالحكم في توجيه سياسة زوجها وولدها الذي قتل، وبعدها اعتكفت لأعمال الخير والبر والصلاح، فقامت بانشاء سقاية ماء للمنفعة العامة متصلة بمدرستها التي شيدتها في السوق الجديد (منطقة الميدان) في الجانب الشرقي من بغداد سنة 1820م، ووقفت عليها، وعلى مدرستها عقارات عديدة اثبتتها في وقفيتها سنة 1821م.